# 八所神社 (掛川市)
八所神社（はっしょじんじゃ）は、静岡県掛川市西大渕にある神社。

## 由緒
古来より西大谷の氏神として信仰されてきたが、古文書類も残されておらず、創立の年代などは不明である。1998年11月27日、普門寺にある旧社殿が掛川市指定文化財となった。旧社殿には、1708年（宝永5年）と1774年（安永3年）の棟札が残る。
『郷里雑記』によれば「寺門鎮守八所に座しを一所に合わせて祭りしとなり」と記され、祭神は八柱の神である。